# Gattendorf
Gattendorf là một đô thị ở huyện Hof bang Bavaria thuộc nước Đức.